# Ä
Das Ä (kleingeschrieben ä) ist ein Buchstabe des lateinischen Schriftsystems. Er stellt ein A mit Umlaut oder ein A mit Trema dar.
Das A mit Umlaut wurde erst als AE geschrieben, teils zusammengezogen (Æ/æ). Später entwickelte sich daraus ein A mit einem kleinen E darüber (Aͤ/aͤ). Das kleine e wurde in der weiteren Schriftentwicklung der Kurrentschrift als zwei senkrechte Abstriche geschrieben, ebenso also auch das kleine e über dem A. Diese Schreibweise hat sich bis heute in der Schreibschrift (und in Frakturschriften) erhalten. In der Antiquadruckschrift wurde das übergeschriebene e zu zwei Punkten stilisiert.

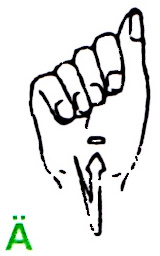
Buchstabe Ä im Fingeralphabet (Deutschland, Österreich, Luxemburg)

Das Fingeralphabet für Gehörlose bzw. Schwerhörige stellt den Buchstaben Ä in Form einer geschlossenen Faust dar, bei der der Daumen nach oben zeigt und die eine kurze Bewegung nach unten durchführt.
In guten Druckschriften unterscheiden sich die Umlautpunkte von den zwei Punkten des Tremas: Die Umlautpunkte sind kleiner, stehen näher zusammen und liegen etwas tiefer.
Im deutschen Alphabet wird das A mit Umlaut, der Umlautbuchstabe Ä, in der Regel /ɛ/ ausgesprochen.
Im Finnischen und Estnischen wird der Buchstabe als eigenständig angesehen und nicht als ein A mit Trema. Dementsprechend kann er auch nicht als ae ausgeschrieben werden, falls das Zeichen nicht verfügbar ist. Die Aussprache ist stets /æ/.
In der slowakischen Sprache kommt ebenfalls ein Ä vor, das zumeist als /ɛ/ ausgesprochen wird. Für die gehobenere Standardaussprache wird jedoch /æ/ empfohlen.
In chinesischen Umschriften für den Nanjing-Dialekt des Mandarin steht das Ä ebenfalls für den Laut /ɛ/.
In der schwedischen Sprache ist das Ä ähnlich wie im Finnischen ein eigenständiger Buchstabe (der jedoch bei Bedarf als ae ausgeschrieben werden kann). Folgt auf ihn ein R, wird der Buchstabe /æ/ ausgesprochen, ansonsten ist die Aussprache /ɛ/.
In einigen Turksprachen, die den Buchstaben Ə verwenden, kann das Ä als Ersatz für das Ə benutzt werden. In der turkmenischen Sprache hat das Ä das Ə inzwischen offiziell abgelöst.

## Darstellung auf dem Computer
Unicode enthält das Ä an den Codepunkten U+00C4 (Großbuchstabe) und U+00E4 (Kleinbuchstabe). Unter anderem in ISO 8859-1 ist der Buchstabe an denselben Stellen kodiert.
Ältere Programme, die z. B. noch auf US-ASCII, aufbauen, können kein ä oder Ä darstellen. Hier werden diese Zeichen meist durch ein ae oder AE ersetzt.
In TeX kann man das Ä im Textsatz mit den Befehlen \"A und \"a bzw. im grafischen Satz mit \ddot A und \ddot a einfügen. Mit dem Paket german.sty oder mit dem Paket babel vereinfacht sich die Eingabe der deutschen Umlaute zu "a, "o und "u. Durch Angabe einer passenden Option zum Paket inputenc ist es auch möglich, die Umlaute im Textmodus direkt einzugeben.
In HTML gibt es die benannten Zeichen &Auml; für das Ä und &auml; für das ä.
Unter Windows kann man das große Ä auch durch die Kombination Alt+142, das kleine ä durch die Kombination Alt+132 eingeben. Auf Linux-Systemen mit neueren Versionen von X11 lässt sich der Buchstabe durch Compose, ⇧Shift, 2a eingeben.
Das alte deutsche Aͤ/aͤ kann mit U+0364 COMBINING LATIN SMALL LETTER E (Unicodeblock Kombinierende diakritische Zeichen – &#x0364; dem jeweiligen Buchstaben nachgestellt) gesetzt werden.

### Personennamen mit ä
Personen mit Sonderzeichen im Namen haben häufig Probleme, da viele elektronische Systeme diese Zeichen nicht verarbeiten können und man auf Umschreibungen (z. B. ae, oe, ue, ss) ausweichen muss. Gerade in Personalausweisen und Reisepässen ist der Name dann in zweierlei Weise geschrieben, einmal richtig und in der maschinenlesbaren Zone (MRZ) mit Umschrift, was besonders im Ausland für Verwirrung und Verdacht auf Dokumentenfälschung sorgt. Österreichische Ausweisdokumente können (müssen aber nicht) eine Erklärung der deutschen Sonderzeichen (auf Deutsch, Englisch und Französisch, z. B. 'ä' entspricht / is equal to / correspond à 'AE') beinhalten.
Das deutsche Namensrecht (Nr. 38 NamÄndVwV) erkennt Sonderzeichen im Familiennamen als Grund für eine Namensänderung an (auch eine bloße Änderung der Schreibweise, z. B. von Jäger zu Jaeger, gilt als solche). Am 1. Oktober 1980 stellte das Bundesverwaltungsgericht noch einmal fest, dass die technisch bedingte fehlerhafte Wiedergabe von Sonderzeichen auf elektronischen Systemen ein wichtiger Grund für die Änderung des Familiennamens sein kann (der Kläger wollte die Schreibweise seines Namens von Götz in Goetz ändern, war aber damit zunächst beim Standesamt gescheitert; Aktenzeichen: 7 C 21/78).